# Choisy (Québec)
Choisy est une localité rurale sur la rive de la rivière des Outaouais, chevauchant les territoires de la ville d'Hudson et de la municipalité de Rigaud dans la Montérégie au Québec (Canada).    

## Géographie
Le hameau se trouve sur la pointe Graham et borne la baie de Choisy, découpage du lac des Deux Montagnes sur sa rive sud, également appelée l'Anse. Il est situé à 5 km au nord-ouest du village d'Hudson et à 7 km à l'est du village de Rigaud. Le territoire est plat et drainé par le ruisseau Choisy (ou ruisseau de la montée Choisy), ainsi que par la rivière Viviry dans la partie nord et par la rivière à la Raquette plus au sud. 

## Urbanisme
L'occupation du territoire se caractérise par l'implantation de maisons pavillonnaires formant une petite agglomération le long de la rivière, une vocation agricole en retrait de la rivière et un pôle de commerces routiers au sud. Le réseau de transport comporte, dans l'axe ouest-est le chemin de l'Anse, lequel relie Choisy au hameau voisin de Dragon et au village de Rigaud à l'ouest, chemin qui devient la rue Principale à Hudson et qui longe la rive jusqu'au village d'Hudson. La montée Lavigne relie le hameau de Choisy à l'échangeur 17 de l'autoroute 40 et devient la route 201. La voie ferrée du Canadien Pacifique croisant la montée Lavigne en secteur agricole est désaffectée depuis la fermeture de la gare de Rigaud en 2010.

## Histoire
Michel Chartier de Lotbinière, seigneur de Vaudreuil, donne en 1768 la pointe Brunette (Fief Choisy) à sa fille Marie-Louise et celle-ci le vend en 1790 à l'Américain W.C. Whitlock. Selon la Commission de la toponymie du Québec et Mémoire du Québec, l'arrière-fief Choisy est accordé en 1817 par le seigneur Michel-Eustache-Gaspard-Alain Chartier de Lotbinière, fils du précédent et frère de Marie-Louise, à Michel MacKay. Le toponyme donné par Michel Mackay veut peut-être rappeler Choisy-le-Roi en Île-de-France. En 1860, l'arrière-fief Choisy appartient à Charles Whitlock et Henriette Whitlock. Un bureau de poste est ouvert à Choisy en 1912 et ferme en 1958,.

## Politique
Choisy est représenté à Rigaud par Rolland Parent, conseiller du district électoral 1 et à Hudson par Madeleine Hodgson, conseillère du district 6. Les secteurs ouest et sud de Choisy font partie de la circonscription québécoise de Soulanges alors que le secteur nord-est est compris dans la circonscription de Vaudreuil. La circonscription fédérale est Vaudreuil-Soulanges.

## Liste des voies publiques
- Autoroute Félix-Leclerc

- Routes secondaires
  - Montée Lavigne
  - Chemin de la Grande-Ligne

- Routes collectrices
  - Chemin de l’Anse
  - Chemin du Fief[13]
  - Chemin de la Mairie
  - Chemin Saint-Georges

- Rues locales 
  - Côte Albani
  - Rue d’Anjou
  - Rue Barlyne
  - Chemin de Calais
  - Chemin du Domaine
  - Rue Faubert
  - Chemin des Hirondelles
  - Chemin du Hudson Club
  - Rue Huguette
  - Chemin Joseph-Séguin
  - Rue Laurier
  - Rue Normandin
  - Chemin Park
  - Chemin Raoul-Mallette